# Microgilia minutiflora
Microgilia minutiflora là một loài thực vật có hoa trong họ Polemoniaceae. Loài này được (Benth.) J.M.Porter & L.A.Johnson mô tả khoa học đầu tiên năm 2000.